# Coppa Italia Tackle Femminile 2021
La Coppa Italia Tackle Femminile 2021 sarà la 1ª edizione dell'omonimo torneo di football americano, organizzato dalla FIDAF.

## Squadre partecipanti
| Club               | Città  | Stadio | Sponsor ufficiale | Risultato nella stagione 2018 |
| ------------------ | ------ | ------ | ----------------- | ----------------------------- |
| Apuania Unicorns   | Massa  |        |                   |                               |
| Pirates Savona     | Savona |        |                   |                               |
| Sirene Milano      | Milano |        |                   |                               |
| White Tigers Massa | Massa  |        |                   |                               |

## Bowl di qualificazione
| Arbitri: | I. Conti K. Bertorelli F. Busca M. Pilia M. Persia |

| |           |  |
| S. Espana Carde 10':38" Q1 (TD) 37yd run E. Bertorello Q1 (tpc) rush C. Mancini 7':00" Q1 (TD) 24yd run S. Espana Carde 0':25" Q1 (TD) 11yd run | Marcatori |  |

| Arbitri: | Colombo G. Ventura L. Cian S. Bernini G. Greco |

|  |           | |
|  | Marcatori | Jirjena 7':45" Q1 (TD) 58yd run P. Aceti Q1 (tpc) Rush dell'Orto 2':00" Q2 (TD) 20yd interception return E. Masoni 1':18" Q2 (TD) 30yd interception return Adami Q2 (tpc) rush |

| Arbitri: | I. Conti K. Bertorelli F. Busca M. Pilia M. Persia |

| |           |  |
| F. Giuso Delalba 9':28" Q1 (TD) 1yd run M. Monni 8':00" Q1 (TD) 5yd run S. Soldi Q1 (pat) M. Monni 1':49" Q1 (TD) 11yd pass from F. Giuso Delalba C. de Carlo Q1 (tpc) rush C. Bianchelli 5':24" Q2 (TD) 51yd interception return S. Soldi Q2 (pat) | Marcatori |  |

| Arbitri: | Colombo S. Bernini L. Cian G. Ventura G. Greco |

| |           |  |
| Jirjena 16':35" Q1 (TD) 34yd run Jirjena Q1 (tpc) rush Fanella 12':10" Q1 (TD) 5yd run Fanella Q1 (tpc) rush P. Aceti 4':30" Q1 (TD) 9yd run A. Marcucci 18':40" Q2 (TD) 56yd run A. Marcucci Q2 (tpc) rush Adami 11':00" Q2 (TD) 17yd run Adami Q2 (tc) rush A. Marcucci 5':05" Q2 (TD) 36yd run A. Marcucci Q2 (tpc) rush | Marcatori |  |

| Arbitri: | I. Conti K. Bertorelli F. Busca M. Pilia M. Persia |

|  |           | |
|  | Marcatori | Adami 17':40" Q1 (TD) 11yd run Adami Q1 (tpc) rush P. Aceti 12':34" Q1 (TD) 43yd run P. Aceti Q1 (tpc) rush A. Marcucci 6':23" Q1 (TD) 21yd run Carminati Q1 (tpc) rush P. Aceti 0':23" Q1 (TD) 42yd run P. Aceti Q1 (tpc) rush |

| Massa 27 giugno 2021, ore 16:00 | Pirates Savona | 8 – 0 (a tavolino) referto | Apuania Unicorns | Stadio Comunale (0 spett.) |

### Classifica
La classifica della regular season è la seguente:
- PCT = percentuale di vittorie, G = partite giocate, V = partite vinte, P = partite perse, PF = punti fatti, PS = punti subiti
- La qualificazione alla finale è indicata in verde

| Pos. | Squadra            | PCT   | G | V | P | PF  | PS |
| ---- | ------------------ | ----- | - | - | - | --- | -- |
| 1    | Sirene Milano      | 1.000 | 3 | 3 | 0 | 100 | 0  |
| 2    | Pirates Savona     | .667  | 3 | 2 | 1 | 36  | 22 |
| 3    | Apuania Unicorns   | .333  | 3 | 1 | 2 | 20  | 54 |
| 4    | White Tigers Massa | .000  | 3 | 0 | 3 | 0   | 80 |

## I Finale
| Arbitri: | G. Curatolo Vitelli M. Curatolo di Battista Giulianelli |

| |           |                                                      |
| Carminati 5':30" Q1 (TD) 33yd pass from Fanella Adami 1':22" Q1 (TD) 12yd run Jirjena 2':53" Q2 (TD) 91yd pass from Fanella dell'Orto 0':00" Q2 (TD) 17yd run Marcucci 6':58" Q3 (TD) 74yd run Marcucci Q3 (tpc) rush Adami 2':15" Q3 (TD) 23yd run Adami 0':44" Q4 (TD) 50yd run Adami Q4 (tpc) rush Jirjena 0':00" Q4 (TD) 36yd interception return Fanella Q4 (tpc) rush | Marcatori | C. Bianchelli 6':17" Q4 (TD) 55yd pass from S. Soldi |

La partita finale si è giocata il 23 luglio 2021 a Cecina, ed è stata vinta dalle Sirene Milano sulle Pirates Savona per 54 a 6.

## Verdetti
- Sirene Milano Vincitrici della Coppa Italia 2021

## Marcatrici
| Giocatore        | Sq.              | TD rush | TD recv | TD int | TD p.ret | TD k.ret | TD oth | Xp1 | Xp2 | FG  | Saf | Totale |
| ---------------- | ---------------- | ------- | ------- | ------ | -------- | -------- | ------ | --- | --- | --- | --- | ------ |
| Adami            | Sirene Milano    | 2+3     | 0+0     | 0+0    | 0+0      | 0+0      | 0+0    | 0+0 | 3+1 | 0+0 | 0+0 | 38     |
| Marcucci         | Sirene Milano    | 3+1     | 0+0     | 0+0    | 0+0      | 0+0      | 0+0    | 0+0 | 2+1 | 0+0 | 0+0 | 30     |
| Jirjena          | Sirene Milano    | 2+0     | 0+1     | 0+1    | 0+0      | 0+0      | 0+0    | 0+0 | 1+0 | 0+0 | 0+0 | 26     |
| P. Aceti         | Sirene Milano    | 3       | 0       | 0      | 0        | 0        | 0      | 0   | 3   | 0   | 0   | 24     |
| C. Bianchelli    | Pirates Savona   | 0+0     | 0+1     | 1+0    | 0+0      | 0+0      | 0+0    | 0+0 | 0+0 | 0+0 | 0+0 | 12     |
| dell'Orto        | Sirene Milano    | 0+1     | 0+0     | 1+0    | 0+0      | 0+0      | 0+0    | 0+0 | 0+0 | 0+0 | 0+0 | 12     |
| S. Espana Carde  | Apuania Unicorns | 2       | 0       | 0      | 0        | 0        | 0      | 0   | 0   | 0   | 0   | 12     |
| M. Monni         | Pirates Savona   | 1       | 1       | 0      | 0        | 0        | 0      | 0   | 0   | 0   | 0   | 12     |
| Fanella          | Sirene Milano    | 1+0     | 0+0     | 0+0    | 0+0      | 0+0      | 0+0    | 0+0 | 1+1 | 0+0 | 0+0 | 10     |
| Carminati        | Sirene Milano    | 0+0     | 0+1     | 0+0    | 0+0      | 0+0      | 0+0    | 0+0 | 1+0 | 0+0 | 0+0 | 8      |
| F. Giuso Delalba | Pirates Savona   | 1       | 0       | 0      | 0        | 0        | 0      | 0   | 0   | 0   | 0   | 6      |
| C. Mancini       | Apuania Unicorns | 1       | 0       | 0      | 0        | 0        | 0      | 0   | 0   | 0   | 0   | 6      |
| E. Masoni        | Sirene Milano    | 0       | 0       | 1      | 0        | 0        | 0      | 0   | 0   | 0   | 0   | 6      |
| E. Bertorello    | Apuania Unicorns | 0       | 0       | 0      | 0        | 0        | 0      | 0   | 1   | 0   | 0   | 2      |
| C. de Carlo      | Pirates Savona   | 0       | 0       | 0      | 0        | 0        | 0      | 0   | 1   | 0   | 0   | 2      |
| S. Soldi         | Pirates Savona   | 0       | 0       | 0      | 0        | 0        | 0      | 2   | 0   | 0   | 0   | 2      |

- Miglior marcatrice della stagione regolare: P. Aceti ( Sirene Milano), 24
- Miglior marcatrice dei playoff: Adami ( Sirene Milano), 20
- Miglior marcatrice della stagione: Adami ( Sirene Milano), 38

## Passer rating
La classifica tiene in considerazione soltanto le quarterback con almeno 10 lanci effettuati.
| Giocatore     | Sq.                | G   | Att  | Comp | Int | Yds    | TD  | NFL    | NCAA   |
| ------------- | ------------------ | --- | ---- | ---- | --- | ------ | --- | ------ | ------ |
| E. Bertorello | Apuania Unicorns   | 2   | 10   | 4    | 0   | 18     | 0   | 47,92  | 55,12  |
| Fanella       | Sirene Milano      | 3+1 | 10+2 | 2+2  | 0+0 | 23+124 | 0+2 | 120,49 | 191,23 |
| S. d'Antimi   | White Tigers Massa | 3   | 16   | 5    | 1   | 24     | 0   | 14,58  | 31,35  |

- Miglior QB della stagione regolare: E. Bertorello ( Apuania Unicorns), 55,12
- Miglior QB dei playoff: nessuna quarterback ha lanciato almeno 10 volte nei playoff
- Miglior QB della stagione: Fanella ( Sirene Milano), 191,23